# مسجد الخيف
مسجد الخيف، أحد مساجد مكة المكرمة، ويقرأ بفتح الخاء وسكون الياء، وسمي الخيف نسبة إلى خيف بني كنانة في سفح جبل منى الجنوبي بالقرب من الجمرة الصغرى، والخيف لغة هو ما انحدر عن غلظ الجبل وارتفع عن مسيل الماء ، وتوجد فيه بصفة دائمة أعداد كبيرة من الحجاج في موسم الحج، ومن فضل المسجد فقد روى الطبراني عن ابن عباس أنه قال : «صلى في مسجد الخيف سبعون نبيا».

## صلاة الرسولﷺفيه
يعد مسجد الخيف مصلى الرسول ﷺ في منى، وقد حدد مكان صلاة الرسول ﷺ في مسجد الخيف عند الأحجار التي تقع بين يدي المنارة، وقد كان هذا المكان معروفا في القبة التي في وسط المسجد والتي هدمت عند تجديد المسجد، وفي هذا يقول المؤرخ أبو الوليد محمد بن عبد الله الأزرقي (ت:250 هـ) في كتابه أخبار مكة : وقال جدي عن عبد المجيد عن ابن جريج عن إسماعيل بن أمية إن خالد بن مضرس أخبره : أنه رأى أشياخا من الأنصار يتحرون مصلى رسول الله ﷺ أمام المنارة قريبا منها. ويقول : وقال جدي : لم نزل نرى الناس وأهل العلم يصلون هنالك، ويقال له : مسجد العيشومة، فيه عيشومة خضراء في الجدب، وفي الخصب بين حجرين من القبلة وتلك العيشومة قديمة لم تزل ثم.

## فضله
روى الترمذي في الترغيب والترهيب عن النبي أنه قال : صلى في مسجد الخيف سبعون نبيا منهم موسى ـ ﷺ ـ كأني أنظر إليه وعليه عبائتان قطوانيتان وهو محرم على بعير من إبل شنوءة مخطوم بخطام ليف له ضفيرتان. وعن يزيد بن الأسود عن أبيه قال : شهدت مع النبي ﷺ حجته، فصليت معه صلاة الصبح في مسجد الخيف. وروى البيهقي في سننه الكبرى عن ابن عباس أنه قال : صلى في مسجد الخيف سبعون نبيا.

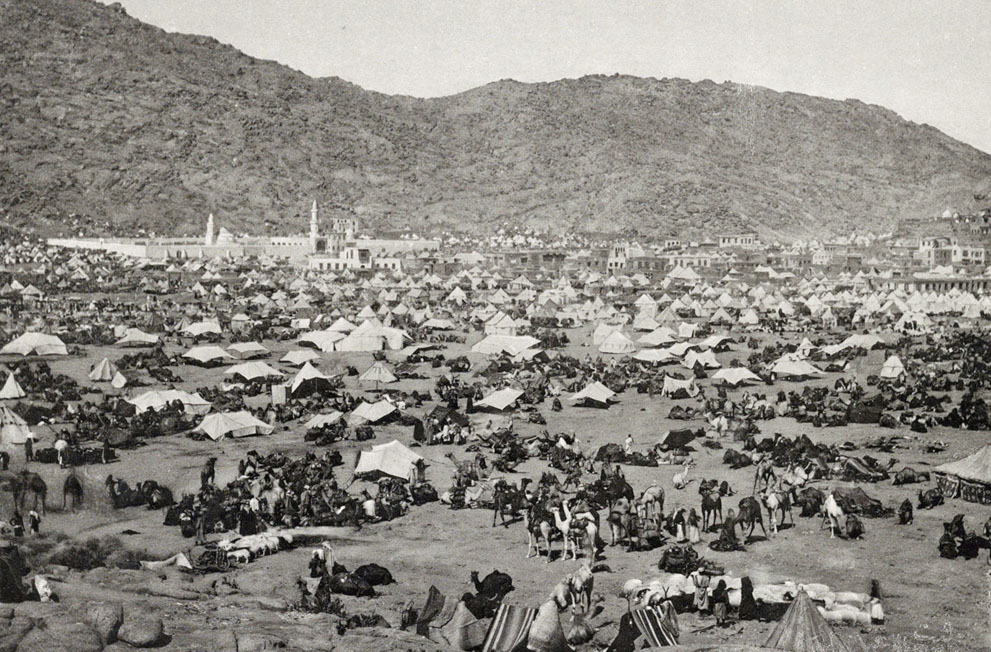
مسجد الخيف قديماً

## المسجد الآن
كان مسجد الخيف ولا يزال موضع اهتمام وعناية خلفاء المسلمين على مر التاريخ، لما له من مكانة في أداء الحجاج مناسكهم في أيام الحج، بالتحديد في أيام التشريق في منى، وقد تمت توسعته وإعادة عمارته في سنة 1407 هـ الموافق 1987 وبتكلفة قدرت بتسعين مليون ريال، تم فيه بناء أربع منارات، وزود أربعمائة وعشرة وحدات تكييف، وألف ومئة مروحة، وأنشأ خلف المسجد مجمع دورات المياه يوجد فيها أكثر من ألف دورة مياه وثلاثة آلاف صنبور للوضوء، وبه عدد من الأروقة منها:
- رواق القبلة: يوجد غرب المسجد، ويتكون من خمس صفوف من الأعمدة، في كل صفٍ 17 عموداً، ثم يليه فراغ من الناحية الشرقية، وبرواق القبلة قبتان، واحدة فوق أسكيب المحراب، وأخرى في ثلث رواق القبلة
- الرواق الشرقي: في نهاية المسجد، ويبلغ عمقه نحو 15 م، وبه ثلاثة صفوف من الأعمدة، في كل صف 14 عموداً
- الرواق الشمالي: عمق هذا الرواق 15م، وبه ثلاثة صفوف من الأعمدة، في كل صف 22 عموداً
- الرواق الجنوبي: يتكون هذا الرواق من 5 صفوف من الأعمدة، في كل صف 14 عموداً، ويمتد بطول المسجد من الشرق إلى الغرب.
- صحون المسجد: بالمسجد عدد من الصحون، روعي في توزيعها العمل على استيعاب أكبر عدد من ضيوف الرحمن؛ فيوجد صحن يلي الرواق الشمالي، ويفصلهُ عن الرواقين الأوسطين، كذلك صحن بين الرواق الجنوبي والرواقين الأوسطين، وصحن بين الرواق الشرقي والرواق الأوسط، وآخر يلي رواق القبلة.[4]

## وصلات خارجية
- مسجد الخيف محطة مصلى الأنبياء وانطلاقة لرمي الجمرات
- «مسجد الخيف».. صلى فيه الرسول والأنبياء من قبله ومن هنا اكتسب أهميته